# Hamonia sexdentata
Hamonia sexdentata är en stekelart som beskrevs av Jean Risbec 1957. Hamonia sexdentata ingår i släktet Hamonia och familjen finglanssteklar.
Artens utbredningsområde är Réunion. Inga underarter finns listade i Catalogue of Life.